# Bartolomeo Cattaneo
Bartolomeo Cattaneo, né le 30 janvier 1883 à Grosio et mort le 3 avril 1949 à São Paulo, est un aviateur.

## Biographie
Il participe sur monoplan Blériot à la Grande Semaine d'aviation de la Champagne en août 1909 et à la Grande Semaine d'aviation de Rouen en juin 1910. Il est victime d'un accident le 14 juillet 1910 en atterrissant dans un champ de blé à Wasquehal.
Il est le premier à traverser le Río de la Plata en avion. Pendant la Première Guerre mondiale, il s'engage comme instructeur de vol avec le grade de lieutenant. Avec la naissance de la première compagnie aérienne commerciale du Brésil en 1933, Cattaneo s'est vu confier la ligne São Paulo-Ribeirão Preto, qu'il a assurée jusqu'à sa retraite.

## Distinctions
- Chevalier de l'ordre de la Couronne d'Italie